# Наша нива (1906)

«Наша Нива», 1910 год

«На́ша ни́ва» (бел. Наша Ніва) — белорусская газета, издававшаяся в 1906—1915 годах. Попытка воссоздания газеты с тем же названием была предпринята в 1920 году. Третья одноименная газета, позиционирующая себя как правопреемница предшествующих изданий, была основана в 1991 году.

## История
Начала выходить в Вильне с 10 (23) ноября 1906 по 7 августа 1915 на белорусском языке кириллицей и с первого номера до № 42, 18 (31) октября 1912) также белорусской латиницей, с заглавиями «Наша Ніва» и «Nasza Niwa».
Редакторы-издатели З. Вольский, А. Власов, И. Луцкевич. Печаталась в типографии Мартина Кухты. Финансовую поддержку газете оказывал депутат Государственной думы, помещик и общественный деятель Эдвард Войнилович.
Играла важную роль в развитии белорусского национального движения и белорусского литературного языка. Газета публиковала произведения членов Белорусского издательского общества Янки Купалы (поэмы «Курган», «Бондаровна» и др.), Якуба Коласа (отрывки поэмы «Новая земля» и др.), Максима Богдановича, Алеся Гаруна, Змитрока Бядули, Ядвигина Ш., Кондрата Лейки и многих других белорусских писателей. Значение издания в развитии белорусской литературы позволяет историкам литературы выделять особый «нашенивский» период в истории белорусской литературы.
Выход газеты был прекращён в связи с приближением германской армии к Вильне.
В 1920 году выход газеты был возобновлён, в период с 28 октября по 20 декабря 1920 г. вышло 9 номеров, после чего газета была запрещена польской военной цензурой.
В 1991 году газета возрождается в Вильнюсе под редакцией журналиста Сергея Дубовца. Газета вновь становится главным изданием национально-демократической интеллигенции, публикуя наряду с новостями литературные произведения, эссе. В 1996 году редакция газеты переехала в Минск, из литературно-интеллектуального издания «Наша Ніва» постепенно трансформируется в общественно-политическое. С июля 2016 года выходила один раз в месяц как аналитическое ежемесячное издание литературно-интеллектуального направления. С июня 2018 года регулярное издание бумажной газеты было прекращено, сегодня «Наша Ніва» существует только в электронной форме как интернет-портал.